# Kasachischer Eishockeypokal 2008
Der Kasachische Eishockeypokal der Saison 2008/09 war die siebte Austragung des kasachischen Eishockeypokalwettbewerbs. Die sechs gemeldeten Mannschaften spielten zwischen dem 26. und 31. August 2008 in einem Turnier den Sieger aus. Den Titel des Kasachischen Pokalsiegers sicherte sich der HK Kasachmys Satpajew. Nach der Austragung 2006 war es der dritte Titelgewinn für das Team aus Satpajew.

## Modus
Die sechs Mannschaften – darunter die Zweitvertretungen von Barys Astana und Kaszink-Torpedo Ust-Kamenogorsk – spielten in einer Einfachrunde mit fünf Spielen pro Mannschaft den Titel des Kasachischen Pokalsiegers aus.
Für einen Sieg in der regulären Spielzeit von 60 Minuten erhielt eine Mannschaft drei Punkte, der unterlegene Gegner ging leer aus. Bei Siegen in der Overtime oder im Shootout bekam eine Mannschaft lediglich zwei Punkte, während der Verlierer immerhin noch einen Punkt erhielt.

## Abschlusstabelle
An den fünf Turniertagen in Qaraghandy konnte der HK Kasachmys Satpajew erstmals seit der Austragung 2006 den Titel erringen. Satpajew gewann alle Spiele und distanzierte den HK Saryarka Karaganda, Gornjak Rudny sowie Kaszink-Torpedo Ust-Kamenogorsk 2. Die drei Mannschaften wiesen jeweils neun Punkte auf.
Die Mannschaften von Kaszink-Torpedo Ust-Kamenogorsk und Barys Astana schickten im Gegensatz zur Meisterschaft ausschließlich ihre Zweitvertretungen ins Rennen. Als einziges gesetztes Team der Meisterschafts-Finalrunde nahm der HK Saryarka Karaganda am Wettbewerb teil. Der Hauptstadtklub Jenbek Almaty meldete ebenfalls eine Mannschaft für den Wettbewerb, nahm aber nicht an der Meisterschaft teil.
Abkürzungen: Sp = Spiele, S = Siege, OTS = Siege nach Overtime, OTN = Niederlagen nach Overtime, N = Niederlagen, Pkt = Punkte
|                                    | Sp | S | OTS | OTN | N | Tore  | Pkt |
| ---------------------------------- | -- | - | --- | --- | - | ----- | --- |
| HK Kasachmys Satpajew              | 5  | 5 | 0   | 0   | 0 | 38:07 | 15  |
| HK Saryarka Karaganda              | 5  | 3 | 0   | 0   | 2 | 30:08 | 9   |
| Gornjak Rudny                      | 5  | 3 | 0   | 0   | 2 | 25:09 | 9   |
| Kaszink-Torpedo Ust-Kamenogorsk II | 5  | 3 | 0   | 0   | 2 | 29:13 | 9   |
| Jenbek Almaty                      | 5  | 1 | 0   | 0   | 4 | 07:36 | 3   |
| Barys Astana II                    | 5  | 0 | 0   | 0   | 5 | 04:60 | 0   |

## Auszeichnungen
| Auszeichnung       | Spieler              | Team                            |
| ------------------ | -------------------- | ------------------------------- |
| Bester Torhüter    | Sergei Ogureschnikow | HK Kasachmys Satpajew           |
| Bester Verteidiger | Waleri Obuchow       | HK Kasachmys Satpajew           |
| Bester Stürmer     | Juri Mogilnikow      | HK Kasachmys Satpajew           |
| Topscorer          | Jewgeni Gasnikow     | Kaszink-Torpedo Ust-Kamenogorsk |